# Руска плетеница
Руска плетеница (рус. Русская коса) је национална традиционална фризура у Русији. Има древну историју још од времена Руса. У савременој Русији ова фризура је и даље распрострањена међу девојкама и женама, док симболика која стоји иза руске плетенице више није тако јака у модерној Русији. Такође игра важну улогу у руским народним играма и ансамблима руских народних песама.
У Русији је било неуобичајено да жене шишају косу, па би је дуго пуштале и плетеле дугу косу. Руска плетеница је симболизовала част и понос и имала је неколико значења у старој Русији. Једну велику и дугу плетеницу носиле су девојке у активној потрази за младожењом, док су две плетенице које су биле везане око главе значиле да је девојка удата. Ако је шарена трака била уплетена у плетеницу, то је значило да је девојка за удају, када су се појавиле две траке, то је значило да је пронашла младожењу. Крај дугачке плетенице често је красио косник, комад накита који се правио од брезове коре.